# Parafráze
Parafráze je volné zpracování cizí předlohy či vyjádření stejného děje nebo stejné myšlenky jiným způsobem.
Parafrázi můžeme uvést slovy „to znamená, že“ například: Oba jsou jako dvojčata, to znamená, že jsou si podobní jako vejce vejci.
Parafráze může být také citát, který interpretujeme vlastními slovy. Např. přísloví „V nouzi poznáš přítele“ můžeme parafrázovat slovy, že člověka doopravdy poznáš, až když se ti nedaří. Na rozdíl od citace se u parafráze nepoužívá grafické odlišení od ostatního textu (neuzavírá se do uvozovek).
Parafráze má i svou výtvarnou podobu, a to jako vědomé napodobení cizího uměleckého díla nebo stylu. Na rozdíl od kopie nebo falza, zde není autorovou snahou vydávat své dílo za cizí, pouze cíleně operuje s prvky, které použil již někdo před ním. Tato jeho snaha bývá nejčastěji motivována nalezením dalšího výkladu (významu) notoricky známé ikony nebo formy (stylu). S parafrázemi se nejčastěji setkáváme u tzv. postmoderních děl.